# مقاطعة كوك (إلينوي)
مقاطعة كوك (بالإنجليزية: Cook County)‏ هي إحدى المقاطعات في ولاية إلينوي في الولايات المتحدة الأمريكية.

## معرض صور

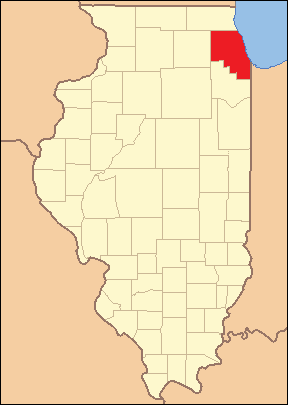
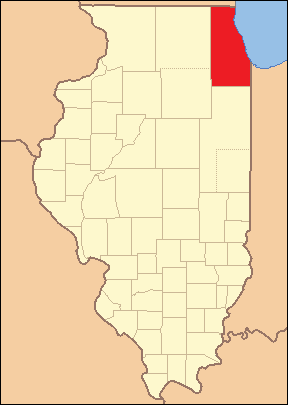
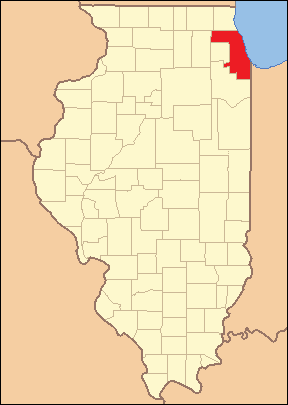

## أعلام
- ملفين جونز
- فرانك باتلر
- جون فيتزجيرالد
- صموئيل إف. روجرز
- نيك نوبل
- بويد أتكينز
- جانيت أير فيربانك
- إريك نوت
- جيم كوري
- فرد نونان